# Vlag van Fort Worth

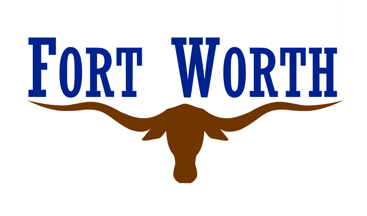
Vlag van Fort Worth

De vlag van Fort Worth werd aangenomen op 6 juli 2004 als de officiële vlag van de stad Fort Worth. Op de vlag staat een Texas longhorn.
De huidige vlag verving een eerdere vlag die op 4 september 1968 werd ingevoerd, ontworpen door reclametekenaar Richard Pruitt. De eerdere vlag had een blauwe streep die het ruimtevaarttijdperk voorstelde, een witte streep voor de Trinity River en een groene streep die de prairie voorstelde. Op de vlag stond ook de longhorn.
Voordat deze vlag werd aangenomen, werd een onofficiële vlag van J.J. Langever gebruikt om de stad te vertegenwoordigen, met de woorden The Panther City.

1912–1968
1968–2004